# Temperatura mais alta registada na Terra

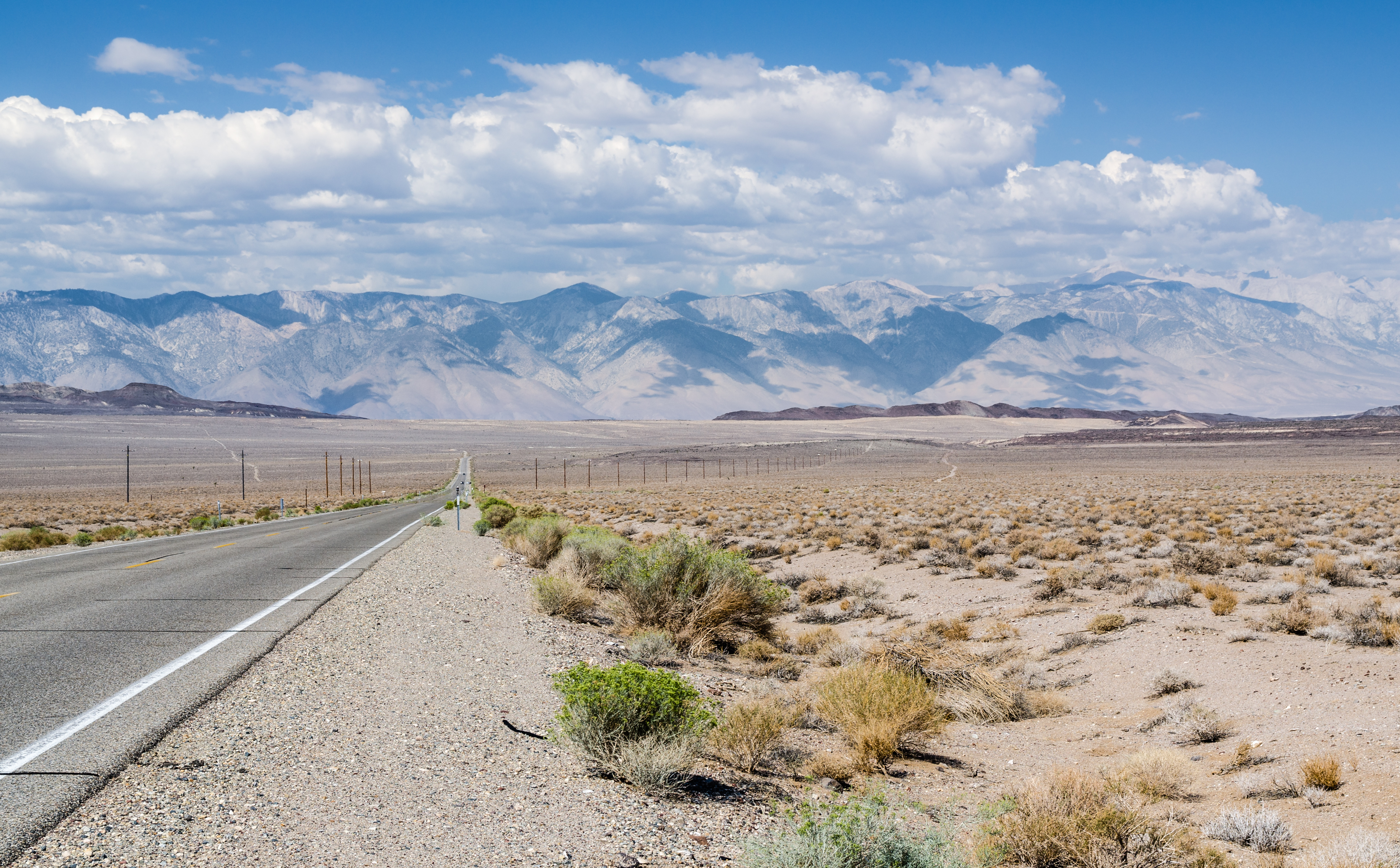
O Vale da Morte, nos Estados Unidos, onde foi registada a mais alta temperatura confirmada na Terra, de 56,7 graus.

A temperatura mais alta registrada  na Terra foi de 56,7 ºC, registrado no Vale da Morte, EUA, em 10 de julho de 1913.
As condições padrão para a medição da temperatura do ar impõem a observação a 1,5 metros acima do solo, e sem exposição direta à luz solar.
De 1922 a 2012, a maior temperatura registrada  segundo a Organização Meteorológica Mundial (OMM) foi de 57,8 ºC, em 13 de setembro de 1922 em ‘Aziziya, Líbia. Em janeiro de 2012, a WMO deixou de certificar este valor, indicando que a medição foi um erro. O recorde seguinte na lista da OMM seria de 56,7 ºC em Furnace Creek Ranch (EUA), mas Christopher C. Burt, o historiador da meteorologia que convenceu a OMM a anular o recorde de 1922 da Líbia, defende que o recorde de 1913 em Furnace Creek Ranch também é um "mito", estando até 3ºC acima de um valor mais provável. O mesmo defendem outros historiadores meteorologistas, Dr. Arnold Court e William Taylor Reid.